# مقاطعة سانيلاك (ميشيغان)
مقاطعة سانيلاك هي مقاطعة في ميشيغان، بلغ عدد سكانها 43٬114  نسمة، في 2010، عاصمتها ساندوسكي، تبلغ مساحتها 4٬119 كيلومتر مربع.

## الموقع
تشترك في الحدود مع:
- مقاطعة هورون
- مقاطعة سانت كلير (ميشيغان)
- مقاطعة لابير (ميشيغان).

## التقسيمات الإدارية
- ساندوسكي.